# وودرو ويلسون
توماس وودرو ويلسون (بالإنجليزية: Woodrow Wilson) (28 ديسمبر 1856 – 3 فبراير 1924) كان الرئيس الثامن والعشرين للولايات المتحدة، تولّى المنصب من عام 1913 حتى عام 1921. يُعدّ ويلسون الرئيس الديمقراطي الوحيد الذي تولّى الحكم خلال عصر التقدميين، وهي فترة سيطر فيها الجمهوريون على الرئاسة والسلطتين التشريعية والتنفيذية. غيّر ويلسون خلال رئاسته السياسات الاقتصادية للبلاد، وقاد الولايات المتحدة إلى الحرب العالمية الأولى، وكان المهندس الرئيسي لإنشاء عصبة الأمم، كما أصبحت سياسته الخارجية تُعرف لاحقًا باسم "الويلسونية".
وُلد ويلسون في مدينة ستاونتون بولاية فرجينيا، ونشأ في الجنوب الأمريكي خلال الحرب الأهلية وفترة إعادة الإعمار. حصل على درجة الدكتوراه في التاريخ والعلوم السياسية من جامعة جونز هوبكنز، ودرّس في عدة جامعات قبل أن يُعيَّن رئيسًا لجامعة برينستون، حيث برز كأحد أبرز الداعمين للفكر التقدمي في التعليم العالي. شغل منصب حاكم ولاية نيوجيرسي بين عامي 1911 و1913، وخلال ولايته اصطدم بزعماء الحزب التقليديين ونجح في تمرير العديد من الإصلاحات التقدمية.
في الانتخابات الرئاسية عام 1912، هزم ويلسون الرئيس الجمهوري المنتهية ولايته ويليام هوارد تافت والمرشح المستقل ثيودور روزفلت، ليصبح أول جنوبي يفوز بالرئاسة منذ عام 1848. في سنته الأولى كرئيس، أمر بتوسيع تطبيق سياسة الفصل العنصري في المؤسسات الفدرالية، كما عارض منح النساء حق التصويت، وهو ما أثار احتجاجات واسعة. كرّس فترته الأولى لتحقيق أجندته المحلية التقدمية المسماة "الحرية الجديدة" ، وكانت أولوياته الكبرى تمرير قانون الإيرادات لعام 1913، الذي أسس ضريبة الدخل الحديثة، وقانون الاحتياطي الفيدرالي الذي أنشأ النظام المصرفي الفيدرالي.
مع اندلاع الحرب العالمية الأولى عام 1914، أعلنت الولايات المتحدة الحياد، وحاول ويلسون التوسط في مفاوضات سلام بين الحلفاء ودول المحور. في عام 1916، أُعيد انتخابه بفارق ضئيل ضد المرشح الجمهوري تشارلز إيفانز هيوز. وفي أبريل 1917، طلب من الكونغرس إعلان الحرب على ألمانيا بسبب حرب الغواصات غير المقيدة التي استهدفت السفن التجارية الأمريكية.
ركّز ويلسون على العمل الدبلوماسي وأصدر نقاطه الأربع عشرة التي اعتُمدت كأساس للسلام بعد الحرب. حاول جعل انتخابات 1918 بمثابة استفتاء شعبي على سياساته، لكنه خسر الأغلبية البرلمانية لصالح الجمهوريين. بعد الانتصار في نوفمبر 1918، حضر مؤتمر باريس للسلام بصحبة مستشاره البارز العقيد إدوارد هاوس، وتمكن من دفع فكرة تأسيس عصبة الأمم التي أُدرجت في معاهدة فرساي. لكنه رفض التنازل للجمهوريين الذين طالبوا بتعديلات على المعاهدة، مما أدى إلى رفض مجلس الشيوخ لها.
خطط ويلسون للترشح لولاية ثالثة، لكنه أصيب بسكتة دماغية في أكتوبر 1919 أفقدته القدرة على الحكم. تولّت زوجته والطبيب الإشراف عليه، ولم تُتخذ قرارات كبرى خلال ما تبقى من ولايته. سياساته سببت نفورًا لدى بعض الجماعات كالألمان والإيرلنديين الأمريكيين، مما ساهم في فوز الجمهوريين الكاسح في انتخابات عام 1920. توفي ويلسون في فبراير 1924 عن عمر ناهز 67 عامًا.
رغم إنجازاته، وُجهت انتقادات لاذعة لويلسون في القرنين العشرين والحادي والعشرين، خاصة بسبب دعمه للتمييز العنصري. ومع ذلك، لا يزال يصنَّف في مرتبة "فوق المتوسّط" بين رؤساء الولايات المتحدة بفضل إصلاحاته الكبرى. وقد انتقده المحافظون لتوسيع سلطة الحكومة الفيدرالية، بينما أثنى عليه آخرون لتقليصه نفوذ الشركات الكبرى وتأسيسه لأسس الليبرالية الحديثة في السياسة الأمريكية.

## النشأة
ولد ويلسون في مدينة ستونتون في فرجينيا، وقضى سنواته الأولى في أوغستا، جورجيا وكولومبيا، ساوث كارولينا. حصل ويلسون على درجة الدكتوراه في العلوم السياسية من جامعة جونز هوبكنز، وشغل منصب أستاذ وباحث في مختلف المؤسسات قبل اختياره رئيسا لجامعة برنستون، وهو المنصب الذي شغله في الفترة من عام 1902 إلى 1910. وفي عام 1910، ترشح عن الحزب الديمقراطي في انتخابات حكومة ولاية نيو جيرسي وانتخب ليكون الحاكم الرابع والثلاثين للولاية من عام 1911 إلى 1913، وأكسبه نجاحه في المنصب شعبية كقائد تقدمي.

## الفترة الرئاسية الأولى
ترشح ويلسون في انتخابات الرئاسة عام 1912 واستفاد من انقسام الحزب الجمهوري ليفوز بالمنصب، وحصل على أغلبية كبيرة في المجمع الانتخابي و 42٪ من عدد الأصوات الشعبية في السباق الذي جمع أربعة مرشحين. وكان أول جنوبي ينتخب رئيسا منذ انتخاب زاكاري تايلور في عام 1848،  وكان ويلسون قوة رائدة في الحركة التقدمية، وذلك بفضل سيطرة الحزب الديمقراطي الذي ينتمي إليه على البيت الأبيض والكونغرس في عام 1912.
أعاد الرئيس ويلسون خطاب حالة الاتحاد، والذي لم يستخدم منذ عام 1801. وقاد الكونجرس الذي أصبح الآن في قبضة الديمقراطيين، وأشرف على إقرار السياسات التشريعية التقدمية التي لم تشهد البلاد مثلها حتى إقرار الصفقة الجديدة في عام 1933. ومن بين سياساته الجديدة أيضا قانون الاحتياطي الفيدرالي، وقانون لجنة التجارة الاتحادية، وقانون كلايتون لمكافحة الاحتكار، قانون قروض المزارع الاتحادي. تولى ويلسون السلطة بعد شهر واحد من التصديق على التعديل الدستوري السادس عشر، ودعا لدورة استثنائية للكونغرس، وأقرّ منها قانون الإيرادات لسنة 1913، والذي أوجد ضريبة الدخل وخفض الرسوم الجمركية. كما أقر قانون آدامسون الذي فرض ثمان ساعات عمل لعمال سكة الحديد، فحلّ بهذا إضراب سكة الحديد والأزمة الاقتصادية التي تلت ذلك. حافظ ويلسون على سياسة الحياد عندما اندلعت الحرب العالمية الأولى في عام 1914، في حين اتبع سياسة أكثر عدوانية في التعامل مع الحرب الأهلية في المكسيك.

## الفترة الرئاسية الثانية

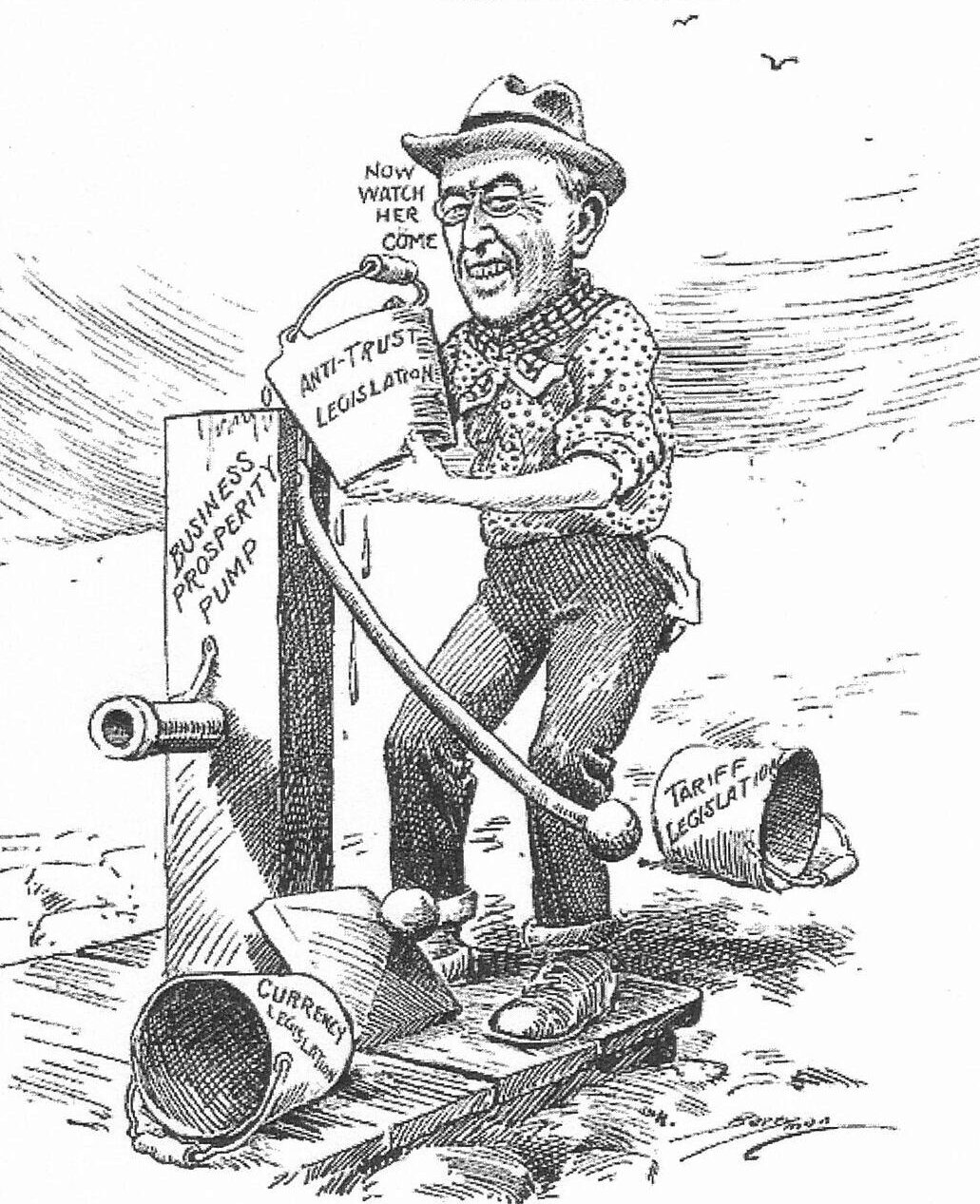
كاريكاتير أمريكي نشر عام ١٩١٤ يشبه ويلسون وهو يشحن مضخة ماء تعبيرا عن تعزيزه لمستوى الرفاهية عن طريق التشريعات.

واجه ويلسون حاكم نيويورك السابق تشارلز إيفانز هيوز في انتخابات الرئاسة عام 1916 وانتصر بهامش ضيق، ليصبح أول ديمقراطي يفوز بولايتين متتاليتين منذ عهد أندرو جاكسون. شهدت فترته الثانية دخول الولايات المتحدة للحرب العالمية الأولى في مايو 1917، عندما استأنفت ألمانيا حربها المفتوحة بالغواصات وعندما اعترضت أمريكا برقية زيمرمان، فطلب ويلسون من الكونغرس إعلان الحرب من أجل «جعل العالم مكانا آمناً للديمقراطية». أجرت الولايات المتحدة عدة عمليات عسكرية إلى جانب الحلفاء، رغم أنها لم تتحالف معهم بشكل رسمي. ركّز ويلسون خلال الحرب على النواحي الدبلوماسية والمالية، وترك أمور الاستراتيجية العسكرية للجنرالات، وبالأخص الجنرال جون بيرشنغ. أقرضت الولايات المتحدة المليارات من الدولارات لبريطانيا وفرنسا وغيرهم من الحلفاء لتمويل الجهود الحربية. قام ويلسون بإقرار قانون الخدمة الانتقائي، فتم تجنيد عشرة آلاف فرد يوميا وترحيلهم إلى فرنسا بحلول صيف العام 1918، وفي نفس الوقت لم يمنح اللجوء السياسي لنيقولا الثاني إمبراطور روسيا وعائلته عندما أطيح به في عام 1917. وعلى الجبهة الداخلية، قام ويلسون برفع الضرائب على الدخل، واقترض مليارات الدولارات من الشعب بشرائهم سندات الحرية. كما أسس مجلس الصناعات الحربية، وعزز تعاون النقابات العمالية، ونظم الإنتاج الزراعي والغذائي من خلال قانون ليفر، ومنح وزير الخزانة، وليام ماكادو، السيطرة المباشرة على نظام سكك الحديد في البلاد.
في خطاب حالة الاتحاد الذي ألقاه في عام 1915، طلب ويلسون من الكونغرس أن يضعوا أسس ما أصبح فقرة التجسس لعام 1917 وقانون التحريض لعام 1918، وذلك لقمع معارضي التجنيد. كما كثف عملية القمع بالحملة التي شنها النائب العام ألكساندر ميتشل بالمر لطرد المتطرفين الأجانب خلال فترة الخوف الأحمر الأولى بين عامي 1919-1920. أيّد ويلسون التعديل التاسع عشر الذي أعطى حق التصويت للنساء في كل الولايات المتحدة، وتم التصديق عليه في عام 1920 رغم معارضة الجنوبيين. جمع ويلسون في حكومته الديمقراطيين الجنوبيين الذين طبقوا الفصل العنصري في وزارة المالية والبحرية والمكاتب الاتحادية الأخرى. ومنح رؤساء الإدارات مزيدا من الحكم الذاتي في إداراتهم. أصدر ويلسون مبادئه من أجل السلام في عام 1918، والتي عرفت بالنقاط الأربع عشرة، وسافر إلى باريس في عام 1919 بعد إقرار الهدنة، وشجع على تشكيل عصبة الأمم وإبرام معاهدة فرساي. قام ويلسون بجولة وطنية في عام 1919 بعد عودته من أوروبا، وذلك ليقوم بالترويج للمعاهدة، وأصيب بجلطة دماغية حادة. استقبل الجمهوريون في مجلس الشيوخ هذه المعاهدة بقلق بالغ، ورفض ويلسون جهود التسوية التي قدمها هنري كابوت لودج، فرفض مجلس الشيوخ هذه المعاهدة. عزل ويلسون نفسه في البيت الأبيض بسبب الجلطة وتضائلت سلطته ونفوذه. وضع ويلسون خطة لإعادة انتخابه لولاية جديدة، فأوقف المؤتمر الوطني الديمقراطي عام 1920، ولكن الحزب تغاضى عن سعي الرئيس للترشح لولاية ثالثة.
كان ويلسون مشيخيًّا وجورجيًّا (أنصار الاقتصادي هنري جورج) مخلصا، وجمع آرائه الأخلاقية مع سياساته المحلية والدولية. وعيّن العديد من التقدميين الجورجيين الراديكاليين إلى مناصب بارزة في إدارته. والآن يشار إلى أيديولوجيته الأممية باسم «الويلسونية»، أو السياسة الخارجية التي تدعو الأمة لتعزيز الديمقراطية العالمية. ، منح ويلسون جائزة نوبل للسلام عام 1919 لرعايته عصبة الأمم، وليكون ثاني ثلاثة رؤساء أمريكيين يتلقون الجائزة بعد ثيودور روزفلت وقبل باراك أوباما (تلقى جيمي كارتر الجائزة بعد انتهاء رئاسته).

## بداية حياته السياسية
- عمل أكاديمياً في مقتبل حياته حتى صار رئيساً لجامعة برنستون الثالث عشر (1902-1910)، ثم الحاكم رقم 45 لولاية نيو جيرسي من عام 1911 إلى 1913 م. كان ثاني رئيس ديمقراطي يحكم لمدتين متواليتين بالبيت الأبيض بعد أندرو جاكسون.
- تولى الرئاسة بعد فوزه في انتخابات عام 1912 مرشحاً عن الحزب الديمقراطي ضد كل من الرئيس ويليام هوارد تافت، والرئيس السابق ثيودور روزفلت.

## رئاسته
- في فترة رئاسته الأولى (1913-1917) أبقى بلاده محايدة إزاء الحرب العالمية الأولى.
- في انتخابات عام 1916 فاز ضد مرشح الحزب الجمهوري تشارلز إيفانز هيوز.
- في أبريل 1917 أعلنت حكومته الحرب على الإمبراطرية الألمانية بعد كشف تواطؤ سري بين الأخيرة وبين المكسيك ضد أمريكا. قاد الولايات المتحدة الأمريكية إلى أن فازت بالحرب العالمية الأولى، وعُرف ببنوده الأربعة عشر للسلم.
- في 8 يناير عام 1918 أعلن عن مبادئه الأربعة عشر للسلام.
- حصل على جائزة نوبل للسلام سنة 1919 ، لإعلانه عن مبادئه ال14 كوسيلة لإنهاء الحرب وتحقيق السلام العادل لجميع الأمم عندما قاد الولايات المتحدة إلى الفوز بالحرب العالمية الأولى، وهو أول من أعطى الحمامة كرمز للسلم وإدخال فكرة عصبة الأمم.

أصيب بمرض الشلل بعد ظهور عصبة الأمم للوجود وأصبح كتلة من الحطام وأصيبت سياسته وسياسة حزبه الديمقراطي بالخسارة في معركة الرئاسة 1920 أمام الجمهوريين الذي فاز مرشحه وارن هاردن.

## الإرث

### السمعة التاريخية
يُصنَّف ويلسون بشكل عام من قبل المؤرخين وعلماء السياسة كأحد أفضل الرؤساء. أكثر من أي من أسلافه، اتخذ ويلسون خطوات نحو إنشاء حكومة اتحادية قوية تحمي المواطنين العاديين من القوة العظمى للشركات الكبرى. يعتبر عمومًا شخصيةً رئيسية في تأسيس الليبرالية الأمريكية الحديثة، ومؤثرًا قويًا على الرؤساء المستقبليين مثل فرانكلين روزفلت وليندون جونسون. يجادل كوبر بأنه من حيث التأثير والطموح، فإن الصفقة الجديدة والمجتمع العظيم وحدهما ينافسان الإنجازات المحلية لرئاسة ويلسون. استمرت العديد من إنجازات ويلسون، بما في ذلك الاحتياطي الفدرالي واللجنة الفدرالية للتجارة وضريبة الدخل المتدرجة وقوانين العمل، في التأثير على الولايات المتحدة بعد وفاة ويلسون بفترة طويلة. ألقت سياسة ويلسون الخارجية المثالية، والتي أصبحت تعرف باسم الويلسونية، بظلالها على السياسة الخارجية الأمريكية، كما أثّرت عصبة الأمم لويلسون على تطور الأمم المتحدة. كتب صلاح الدين عمبر أن ويلسون كان «أول رجل دولة بمكانة عالمية يتكلم ليس فقط ضد الإمبريالية الأوروبية ولكن ضد الشكل الأحدث للهيمنة الاقتصادية التي توصف أحيانًا بأنها إمبريالية غير رسمية».
على الرغم من إنجازاته خلال رئاسته، تلقى ويلسون انتقادات لسجله في العلاقات العِرقية والحريات المدنية وتدخلاته في أمريكا اللاتينية وإخفاقه في الفوز بالموافقة على معاهدة فرساي. كتب سيغموند فرويد وويليام سي. بوليت جونيور، دبلوماسي أمريكي، سويةً كتابًا عام 1967 باسم توماس وودرو ويلسون: دراسة نفسية، يتبنّى هذا الكتاب وجهة نظر مثيرة للجدل حول ويلسون بكونه سياسيًا أمريكيًا ساذجًا بأفكار سياسية خارجية مدفوعة بالتعصب الديني.

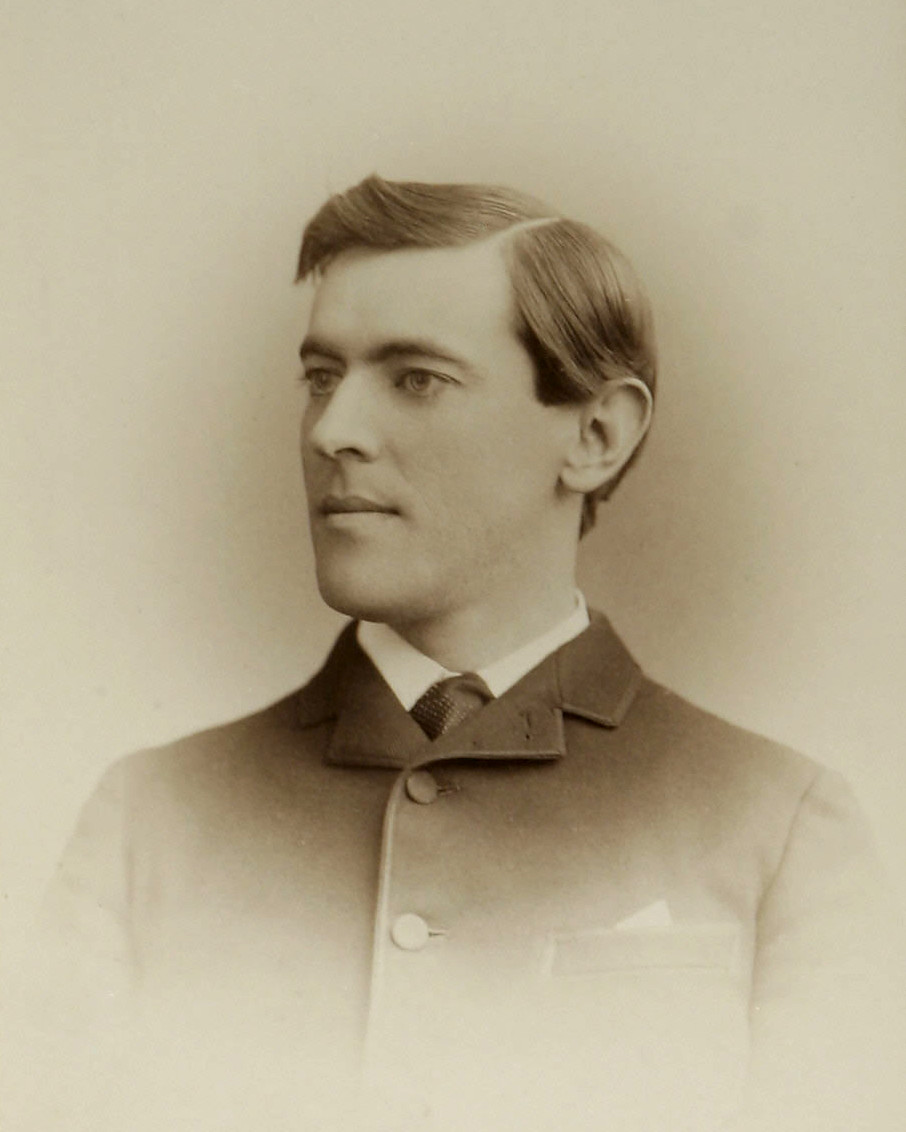
ويلسون ، ج. منتصف عام 1870

هاجم العديد من المحافظين ويلسون لدوره في توسيع الحكومة الفدرالية. في عام 2018، كتب كاتب العمود المحافظ جورج ويل في الواشنطن بوست أن ثيودور روزفلت وويلسون كانا «روّاد رئاسة اليوم الإمبريالية». في أعقاب إطلاق النار على كنيسة تشارلستون، خلال جدال حول إزالة الآثار الكونفدرالية، طالب بعض الأفراد بإزالة اسم ويلسون من المؤسسات التابعة لبرينستون بسبب عزل إدارته عن المكاتب الحكومية.

## روابط خارجية
- وودرو ويلسون على موقع IMDb (الإنجليزية)
- وودرو ويلسون على موقع الموسوعة البريطانية (الإنجليزية)
- وودرو ويلسون على موقع ميوزك برينز (الإنجليزية)
- وودرو ويلسون على موقع إن إن دي بي (الإنجليزية)
- وودرو ويلسون على موقع ديسكوغز (الإنجليزية)
- وودرو ويلسون على موقع قاعدة بيانات الفيلم (الإنجليزية)